# Congressen van Mechelen
De Congressen van Mechelen (1863, 1864, 1867) zijn een uiting van de Rooms-Katholieke Kerk die de toenemende secularisering van de overheid als een bedreiging zagen. Zo streefde de kerk uiteindelijk naar een sterkere maatschappelijke aanwezigheid.
Met deze congressen wilde de kerk:
- katholieke leken mobiliseren;
- stimuleren van het parochiaal verenigingsleven;
- oproepen tot het stichten van 'werken' (oeuvres);
- stimulatie van gelovigen om zich te omringen met kringen (cercles).

Deze congressen leidden tot twee zaken: enerzijds probeerde de kerk de katholieke pers uit te breiden, anderzijds leidde dit ook tot politieke mobilisatie.